# Accident d'avion de New York en 2006
Le 11 octobre 2006, un petit avion s'écrase contre la façade d'un immeuble d'habitations de New York, aux États-Unis, faisant deux morts, le joueur américain de baseball Cory Lidle et son instructeur Tyler Stanger, et 21 blessés légers, dont onze pompiers. 

## Déroulement

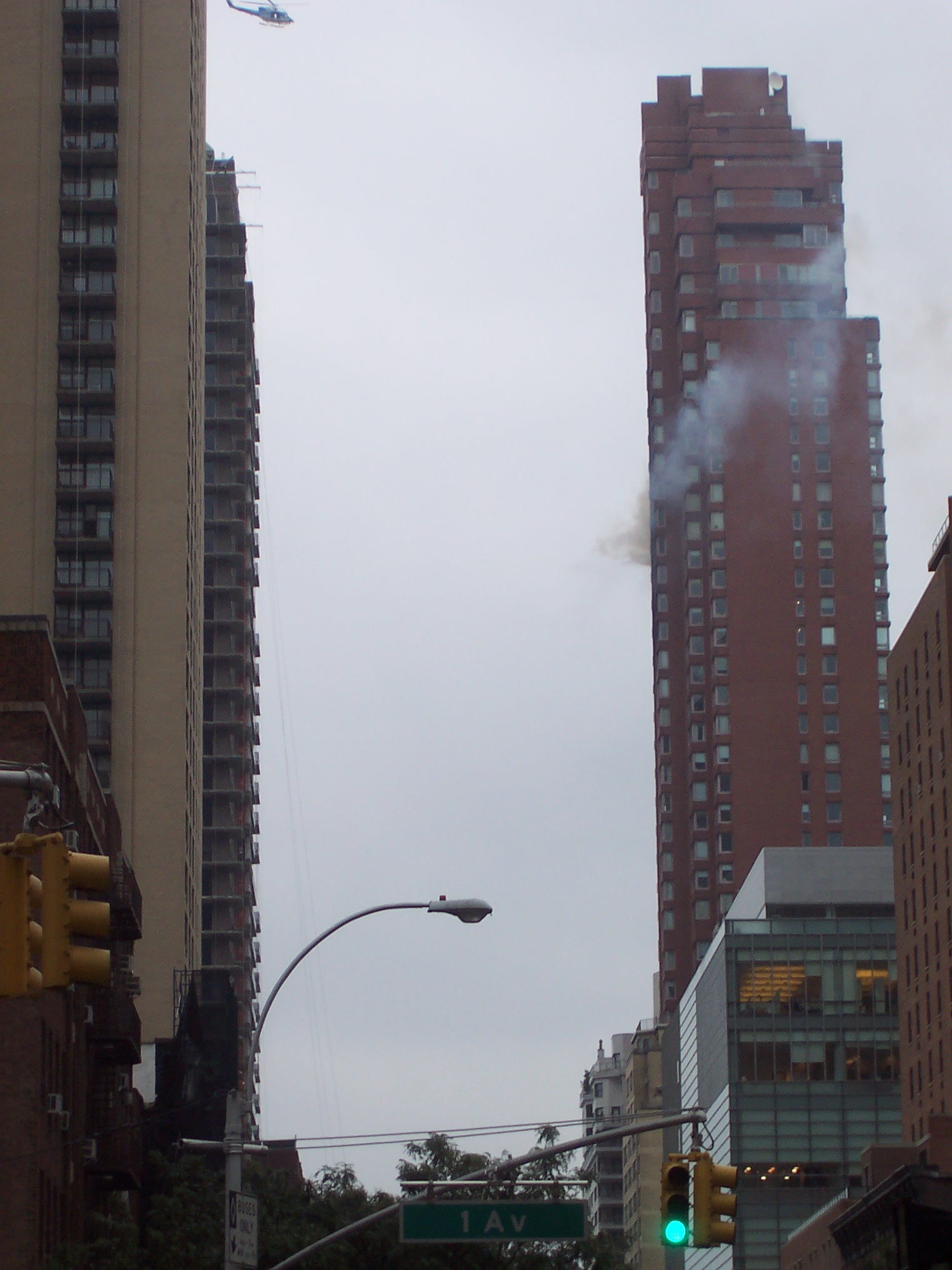
Incendie après l'accident.

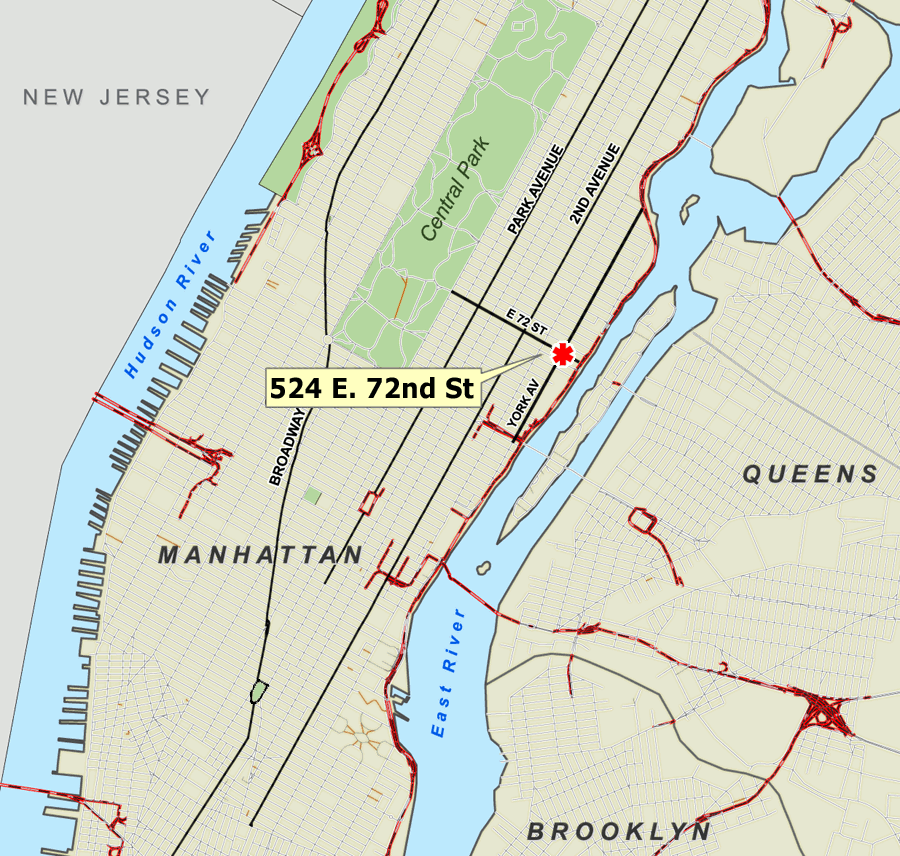
Localisation du crash.

Le 11 octobre 2006, l'appareil, un monomoteur Cirrus SR-20 décolle de l'aéroport de Teterboro, au New Jersey, à destination du Tennessee, où Cory Lidle devait faire escale le soir avant de rentrer en Californie où il résidait, via le Texas.
L'avion a contourné la statue de la Liberté en vol à vue, avant de mettre le cap au nord, en empruntant le couloir VFR de l'East River (en), un cheminement alors autorisé sans contact radio avec le contrôle aérien, au-dessus de l'East River qui sépare Manhattan de Queens, au bout duquel il a entamé un demi-tour en virage serré.
Avant d'être perdu de vue par les radars à la hauteur de la 59e rue, l'appareil volait 180 km/h à une altitude de 210 m. À aucun moment de son parcours il n'a attiré l'attention de la FAA ou du NORAD.
À 14 h 42 heure locale, l'avion s'écrase aux 39e et 40e étages de la façade nord d'un immeuble en copropriété de 50 étages et 183 appartements, The Belaire, situé au 524, 72e rue Est, dans le quartier Upper East Side de Manhattan, entre York Avenue et FDR Drive, et construit en 1988.

## Premières réactions
Des rapports préliminaires, erronés, annoncent que l'immeuble a été frappé par un hélicoptère. Environ 160 pompiers combattent les flammes, contrôlées en 45 minutes et finalement maîtrisées vers 16 h 30 heure locale, un peu moins de deux heures après l'impact.
La Federal Aviation Administration (FAA) indique en fin d'après-midi que l'avion est immatriculé au nom de Cory Lidle, un joueur de baseball qui évoluait pour les Yankees de New York depuis quelques mois. Son passeport a été retrouvé près des lieux de l'écrasement, et son décès a été confirmé ainsi que celui de son instructeur Tyler Stanger. Cory Lidle prenait des leçons de pilotage depuis février 2006 et semblait être aux commandes. 
La nature exceptionnelle de l'incident a d'abord fait redouter un acte terroriste, hypothèse rapidement écartée. Le président George W. Bush a cependant été averti quelques instants après le crash. Une zone aérienne interdite d'un mille autour et de 1 500 pieds au-dessus du 524, 72e Rue Est a été décrétée, mais l'activité des aéroports de New York et du New Jersey n'a jamais été perturbée.
Le NORAD quant à lui a confirmé avoir déployé des avions de chasse autour de plusieurs villes, sans préciser lesquelles. La même chose s'était produite le matin du 11 septembre 2001. Les avions ont été rappelés dès qu'il fut confirmé qu'il ne s'agissait pas d'un attentat.

## Enquête
Le NTSB, bureau d'enquêtes accidents américain, envoie une équipe de six personnes sur le lieu de l'accident le jour même. Après un premier rapport préliminaire le 3 novembre 2006, le rapport final du 1er mai 2007 indique que l'accident est dû à une erreur de pilotage. 
Les enquêteurs estiment que les pilotes ont effectué la manœuvre sans la préparation, le jugement et la qualité de pilotage qui étaient nécessaires à un virage à 180° dans un espace limité. Ils n'ont pu déterminer si Lidle ou son instructeur était aux commandes. 
Alors qu'un espace de 640 mètres était disponible pour effectuer un virage à 180°, l'avion n'en a utilisé que 520 mètres, qui ont été réduits à 440 mètres effectifs à cause du vent d'est qui soufflait à treize nœuds (24 km/h) à ce moment-là. Il aurait fallu virer à 53° d'inclinaison au moins pour réussir la manœuvre dans la largeur disponible. Si l'inclinaison initiale était plus faible, à mesure que l'avion progressait dans son virage, il a fallu prendre une inclinaison encore plus forte, ce qui a pu entraîner un décrochage, ce que l'enquête n'a pu déterminer.
Une plainte pour défaillance mécanique déposée par la famille de Cory Lidle contre le constructeur de l'avion, Cirrus Design, a été rejetée en mai 2011.

## Autres
- La romancière Carol Higgins Clark résidait au 38e étage du Belaire, un étage au-dessous du point où le Cirrus a percuté l'immeuble, mais était absente lors de l'accident.
- Cory Lidle est le deuxième joueur des Yankees à perdre la vie dans un accident d'avion. Le 2 août 1979, le receveur Thurman Munson s'était écrasé avec son Cessna Citation à l 'atterrissage sur l'aéroport d'Akron-Canton en Ohio.